# 北海道帯広農業高等学校
北海道帯広農業高等学校（ほっかいどう おびひろのうぎょうこうとうがっこう、英: Hokkaido Obihiro Agricultural High School）は、北海道帯広市稲田町西に所在する道立農業高等学校。
略称は『帯農（おびのう）』。

## 沿革
- 1920年
  - 3月9日 - 帯広町外12ヶ村組合立十勝農業学校としての設置が文部省より認可される。
  - 4月22日 - 開校式を挙行する。
- 1922年3月6日 - 北海道庁立十勝農業学校となる。
- 1936年9月29日 - 昭和天皇が行幸[1]。
- 1948年4月1日 - 学制改革により、道立十勝農業高等学校となる。
- 1950年
  - 4月1日 - 北海道川西農業高等学校となる。
  - 5月4日 - 上士幌分校、士幌分校、御影分校の3つの分校を設置する。
- 1951年1月1日 - 上士幌分校が北海道上士幌高等学校として独立する。大正分校を設置。
- 1952年11月13日 - 士幌分校が北海道士幌高等学校、大正分校が北海道帯広大正高等学校、御影分校が北海道御影高等学校として独立。
- 1967年4月1日 - 北海道帯広農業高等学校となる。
- 1982年 - 第64回全国高等学校野球選手権大会出場、益田高校（島根）に2-5で敗れる。
- 2000年10月7日 - 創立80周年記念式典を挙行する。
- 2020年 - 第92回選抜高等学校野球大会に21世紀枠で出場することが決定していたが、新型コロナウイルス感染症の流行の影響で大会が中止。救済措置として行われた2020年甲子園高校野球交流試合で健大高崎高校（群馬）に4-1で勝利[2]。
- 2021年 - 第103回全国高等学校野球選手権大会出場[3]、明桜高校（秋田）に2-4で敗れる。

## 著名な出身者
- 荒川弘（漫画家）
- 小野信次（第7代音更町長、元音更町議会議員）
- 桑井亜乃（女子ラグビーユニオン元選手、現レフェリー）
- 小林恒人（元衆議院議員）
- 時田則雄（歌人）
- 中川一郎（元衆議院議員、元科学技術庁長官、元農林水産大臣）
- 山田博一（元プロ野球選手）
- 渋谷純希（プロ野球選手）
- 山本幸平（自転車競技・MTB選手）
- 山本悠司（柔道家）